# Nicolas Daval
Nicolas Daval, né le 17 mars 1649 au Marchessant à La Montagne (Haute-Saône), dans le canton de Faucogney et mort le 21 janvier 1706 à Linz en Autriche, est un ecclésiastique et un philosophe français.

## Biographie
Issu d'une famille de cultivateurs aisés, il fit des études de philosophie à Besançon. Il disparut un jour, en laissant sa famille sans nouvelle, qui apprit seulement vingt ans après, que Nicolas avait voyagé jusqu'en Allemagne. Il se fixa à Salzbourg, où il suivit des cours à l'université tout en faisant comme précepteur les cours des enfants d'un seigneur local.

## Métiers exercés par Nicolas Daval
Il devint ensuite professeur de philosophie et de théologie dans cette même université. Il reçut un certain nombre de distinctions pour cette chaire.
Il fut doyen-paroque[Quoi ?]-curé de Hallein (en Haute Autriche), conseiller consistorial du Prince-archevêque de Salzbourg, notaire apostolique, protonotaire d'honneur, chevalier du sacré palais et de la cour de Latran et comte de l'Empire.

## Inhumation à Linz en Autriche
Il mourut à Linz le 21 janvier 1706 et fut inhumé dans l'église des Pères-Mineurs de cette ville.